# Kanton Fumel
Fumel is een voormalig kanton van het Franse departement Lot-et-Garonne. Het kanton maakte deel uit van het arrondissement Villeneuve-sur-Lot. Het werd opgeheven bij decreet van 26 februari 2014, met uitwerking op 22 maart 2015. Alle gemeenten werden opgenomen in het nieuwe kanton Le Fumélois.

## Gemeenten
Het kanton Fumel omvatte de volgende gemeenten:
- Blanquefort-sur-Briolance
- Condezaygues
- Cuzorn
- Fumel (hoofdplaats)
- Monsempron-Libos
- Saint-Front-sur-Lémance
- Sauveterre-la-Lémance